# (8011) Saijokeiichi
(8011) Saijokeiichi (1989 WG7) – planetoida z pasa głównego asteroid okrążająca Słońce w ciągu 4 lat i 85 dni w średniej odległości 2,62 au. Została odkryta 29 listopada 1989 roku.